# Mark Mitchinson
Mark Mitchinson (* 6. Juli 1966 in London) ist ein neuseeländischer Schauspieler.
Mark Mitchinson wurde in London geboren und kam als Kind nach Neuseeland. Anfang der 1980er Jahre zog er wieder ins Vereinigte Königreich, um an der Guildhall School of Music and Drama zu studieren. 2002 kam er wieder nach Neuseeland zurück, wo er sich in Auckland niederließ. Er wurde dann überwiegend in neuseeländischen Fernsehproduktionen aktiv.
2013 und 2014 war er in der Hobbit-Trilogie als Braga zu sehen, 2018 spielte er bei Mortal Engines als Vambrace mit.

## Filmografie (Auswahl)
- 2009: Power Rangers RPM (Fernsehserie, 23 Folgen, Stimme)
- 2009: Underworld – Aufstand der Lykaner (Underworld: Rise of the Lycans)
- 2010: Gejagt – auf Leben und Tod (Tracker)
- 2010–2011: Spartacus: War of the Damned (Fernsehserie, 4 Folgen)
- 2012: Hounds (Fernsehserie, 6 Folgen)
- 2012: Siege
- 2013: Der Hobbit: Smaugs Einöde (The Hobbit: The Desolation of Smaug)
- 2013: Power Rangers Megaforce (Fernsehserie, 7 Folgen)
- 2013–2016: High Road (Fernsehserie, 19 Folgen)
- 2014: Der Hobbit: Die Schlacht der Fünf Heere (The Hobbit: The Battle of the Five Armies)
- 2014: Coverband (Fernsehserie, 6 Folgen)
- 2015: Ash vs Evil Dead (Fernsehserie, zwei Folgen)
- 2016: Power Rangers Dino Charge (Fernsehserie, 8 Folgen, Stimme)
- 2016: Terry Teo (Fernsehserie, 1 Folge)
- 2016–2017: The Shannara Chronicles (Fernsehserie, 6 Folgen)
- 2016–2017: Filthy Rich (Fernsehserie, 15 Folgen)
- 2017: Human Traces
- 2018: Mortal Engines: Krieg der Städte (Mortal Engines)
- 2018: Rake (Fernsehserie, 8 Folgen)
- 2019–2021: Auckland Detectives – Tödliche Bucht (The Gulf, Fernsehserie, 7 Folgen)
- 2020: Mystery Road – Verschwunden im Outback (Fernsehserie, 3 Episoden)
- 2021: Cowboy Bebop (Fernsehserie)
- 2023: Our Flag Means Death (Fernsehserie, eine Folge)
- 2023: Evil Dead Rise
- 2023: Uproar